# Lunca Timișului (sit SPA)
Lunca Timișului este o arie de protecție specială avifaunistică (sit SPA) situată în partea vestică a României, pe teritoriul județului Timiș.

## Localizare
Aria naturală se află în partea centrală a județului Timiș, pe teritoriile administrative ale orașelor Buziaș și Recaș, și pe cele ale comunelor: Bucovăț, Chevereșu Mare, Giroc, Moșnița Nouă, Pădureni, Racovița, Remetea Mare, Sacoșu Turcesc, Șag și Topolovățu Mare

## Înființare
Situl Lunca Timișului (cu o suprafață totală de 13.513,5 ha.) a fost declarat arie de protecție specială avifaunistică prin Hotărârea  de Guvern nr. 971 din 5 octombrie 2011 (pentru modificarea și completarea Hotărârii Guvernului nr. 1.284/2007 privind declararea ariilor de protecție specială avifaunistică ca parte integrantă a rețelei ecologice europene Natura 2000 în România). Acesta se suprapune (parțial) sitului de importanță comunitară Lunca Timișului.

## Biodiversitate
Încadrat în bioregiunea geografică panonică a Câmpiei Timișului (subunitate geomorfologică a Câmpiei Banatului ce aparține Câmpiei de Vest din Bazinul Panonic) și continentală din bazinul inferior al râului Timiș, situl dispune de patru tipuri de habitate naturale: Culturi cerealiere extensive (inclusiv culturile de rotație cu dezmiriștire), Păduri caducifoliate, Pajiști ameliorate și Alte terenuri arabile; ce asigură adăpost și condiții prielnice de odihnă, hrănire, cuibărire și reproducere pentru diferite specii de păsări migratoare.
La baza desemnării sitului se află mai multe specii avifaunistice protejate la nivel european prin Directiva 79/409/CEE din 2 aprilie 1979 (privind conservarea păsărilor sălbatice) sau aflate pe lista roșie a IUCN; astfel: stârc galben (Ardeola ralloides), rață roșie (Aythya nyroca), acvilă-țipătoare-mică (Aquila pomarina), pescăruș albastru (Alcedo atthis), fâsă de câmp (Anthus campestris), uliu cu picioare scurte (Accipiter brevipes), șorecar mare (Buteo rufinus), barză albă (Ciconia ciconia), barză neagră (Ciconia nigra), șerpar (Circaetus gallicus), erete de stuf (Circus aeruginosus), erete vânăt (Circus cyaneus), erete sur (Circus pygargus), cristel de câmp (Crex crex), chirighița cu obraz alb (Chlidonias hybridus), caprimulg (Caprimulgus europaeus), dumbrăveancă (Coracias garrulus), ciocănitoare neagră (Dryocopus martius), ciocănitoare de stejar (Dendrocopos medius), egretă mică (Egretta garzetta), egretă mare (Egretta alba), vânturel de seară (Falco vespertinus), acvilă pitică (Hieraaetus pennatus), ciocârlie de pădure (Lullula arborea), sfrâncioc roșiatic (Lanius collurio), sfrânciocul cu frunte neagră (Lanius minor), stârc de noapte (Nycticorax nycticorax), viespar (Pernis apivorus) și chiră de baltă (Sterna hirundo).